# Сабзі поло
Сабзі поло (перс. سبزی پلو) — іранська (перська) страва з рису та нарізаних трав, зазвичай подається з рибою. Перською «сабз» означає зелений колір, а «сабзі» може означати трави або овочі. Поло — вид вареного рису, відомий англійською мовою як плов.
Трави, які використовуються під час приготування сабзі поло, відрізняються, але зазвичай використовується коріандр, кріп, цибуля-трибулька або зелена цибуля, гуньба сінна та петрушка. Його можна приготувати як зі свіжих, так й зі сушених трав.
Іранці традиційно споживають сабзі поло з «магі сефідом» («білою рибою»), каспійським кутумом, на обід у Наврез (іранський новий рік), зі своєю родиною та родичами.